# Manor Motorsport
Manor Motorsport Limited est une écurie de sport automobile britannique, fondée en 1990 par son président John Booth. Elle participe au championnat du monde de Formule 1 de 2010 à 2015 sous les noms de Virgin Racing, Marussia F1 Team puis Manor Marussia F1 Team. Elle évolue depuis 2016 en endurance dans le championnat du monde en LMP2, sous le nom Manor Endurance Racing Limited.

## Histoire

### Origine du nom
En 1990, John Booth, alors pilote de Formule Ford en Grande-Bretagne décide d’arrêter sa carrière de pilote pour créer sa propre écurie. Son père vient d'acheter des terres sur lesquelles est construit une ancienne bâtisse moyenâgeuse : une Manor House, qui n'est autre que le nom donné aux manoirs anglais.

### Naissance et formules de promotion (1990-2009)

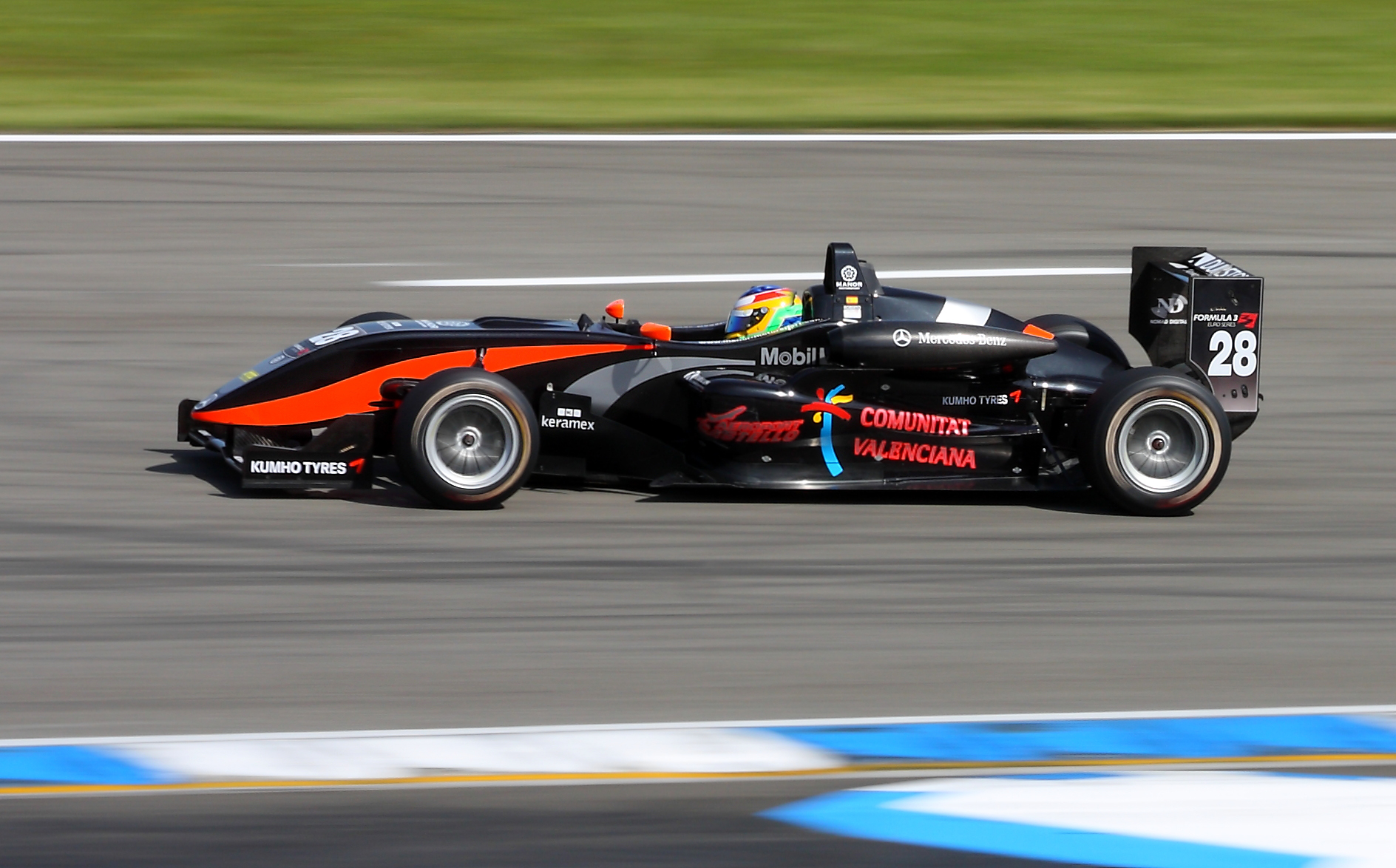
Roberto Merhi sur une Manor en Formule 3 Euro Series en 2009 sur le Hockenheimring.

Fondée en 1990 par John Booth,, l'équipe s'inscrit notamment dans le championnat de Grande-Bretagne de Formule Renault et remporte à quatre reprises le titre des Pilotes avec des pilotes devenus ensuite champions du monde de Formule 1, Kimi Räikkönen et Lewis Hamilton. En Championnat de Grande-Bretagne de Formule 3, Manor remporte le titre Pilote deux fois, en 1999 avec Marc Hynes, et en 2000 avec Antônio Pizzonia.
De 2004 à 2009, Manor Motorsport participe aux Formule 3 Euro Series, remporte neuf victoires, et termine deux fois vice-champion des Équipes. De 2010 à 2014, elle rejoint les GP3 Series, terminant notamment troisième en 2011.

### Écurie de Formule 1 (2010-2015)

#### Virgin Racing (2010-2011)
Au printemps 2009, la FIA lance un appel d'offres visant à accueillir de nouvelles équipes en championnat du monde de Formule 1. John Booth postule en s'associant avec Wirth Research, la société de Nick Wirth, qui est nommé directeur technique. Le 12 juin 2009, Manor est sélectionné et, courant décembre, LDC, filiale investissement de la banque britannique Lloyd's, entre dans le capital de l'écurie à hauteur de 15 millions d'euros,. Virgin Group possède 20 % de l'écurie.
L'équipe est basée à Dinnington en Angleterre et à Bicester dans les locaux de Wirth Research. La voiture est la seule du plateau développée sans avoir recours à la soufflerie mais uniquement grâce à la mécanique des fluides numérique tandis que Cosworth fournit les moteurs.
Le pilote allemand Timo Glock est officialisé pour 2010 puis, le 15 décembre 2009, Lucas di Grassi est à son tour recruté alors qu'Alvaro Parente et Luiz Razia sont promus pilotes essayeurs. Le 17 novembre 2009, Virgin Group renomme l'écurie « Virgin Racing ».

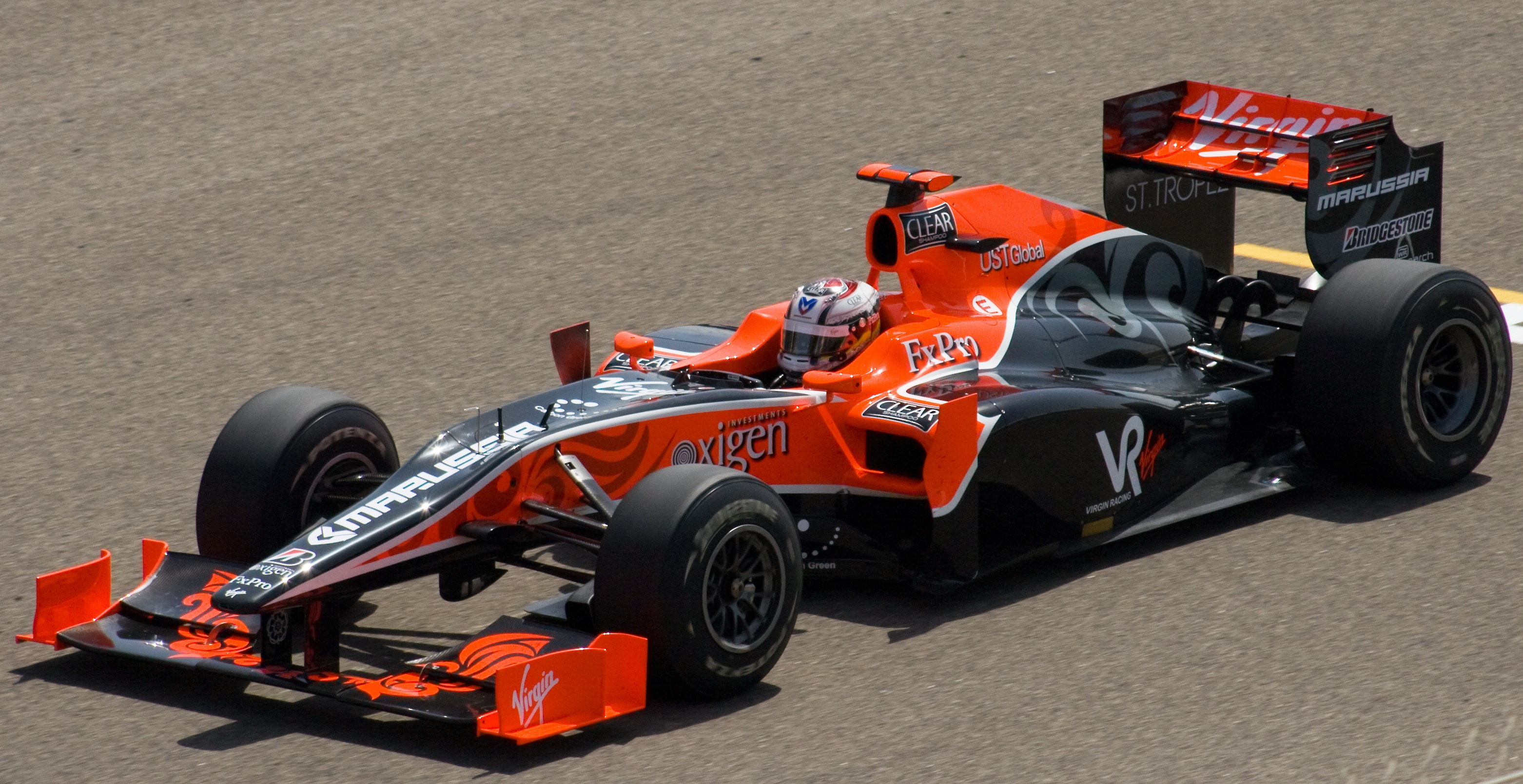
Timo Glock à bord de la Virgin VR-01 à Barheïn

Les commanditaires principaux de l'écurie sont le manufacturier de pneumatiques Bridgestone, Carbon Green, le shampooing Clear, CSC, FxPro, Kappa, Oxigen et le constructeur automobile russe Marussia Motors. Le 13 janvier 2010, Cosworth livre ses premiers moteurs Cosworth CA2010 à l'écurie. Le 11 janvier 2010, le team manager Alex Tai est remplacé par John Booth avant que la saison 2010 ne débute. La VR-01 est présentée le 3 février 2010 et effectue ses premiers essais à Silverstone le 5 février.

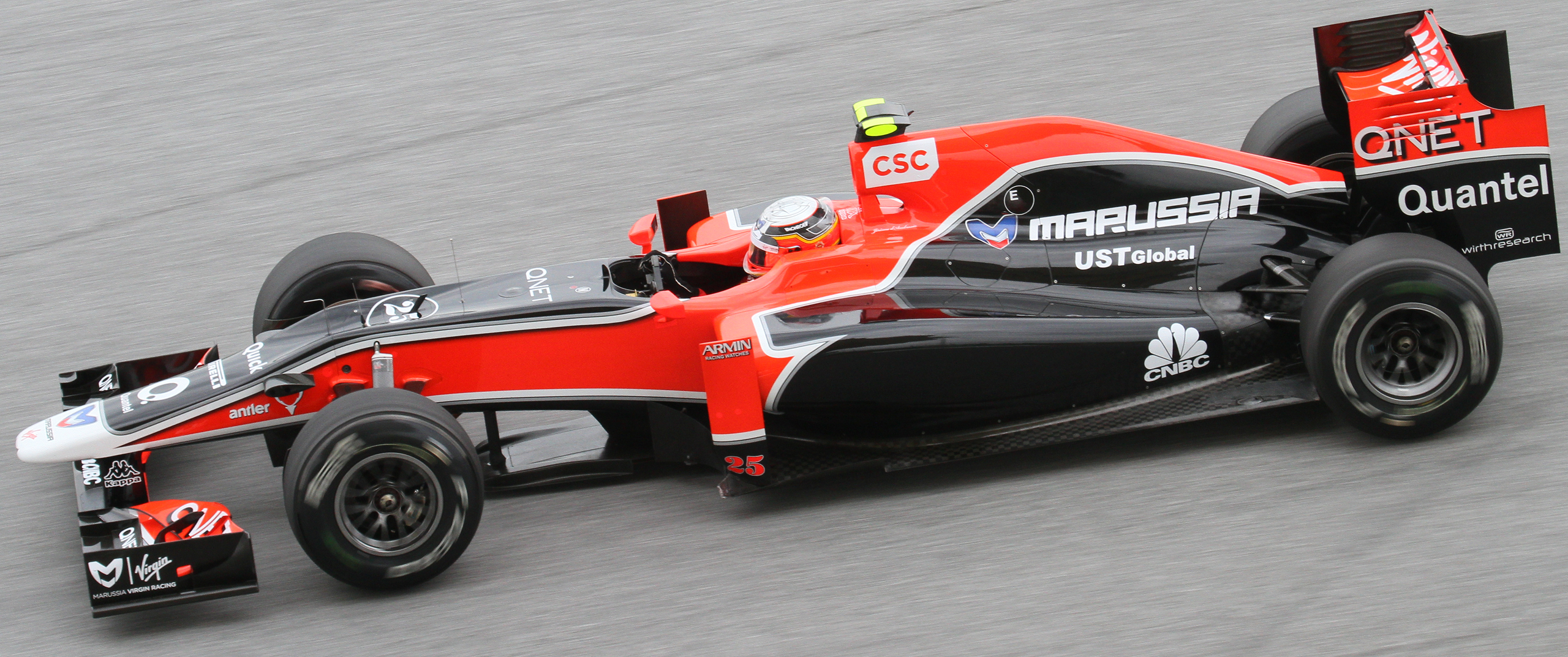
Jérôme d'Ambrosio à bord de la MVR-02 à Sepang en 2011

L'équipe débute avec une VR-01, développée uniquement à partir de simulations sur ordinateur. Des doutes émis sur cette méthode sont confirmés par les performances médiocres des voitures, qui se qualifient à 6 secondes de la pole position. De plus, les voitures abandonnent rapidement sur problème technique. Il faut attendre la Malaisie pour voir une Virgin terminer une course, ce qui permet à Nick Wirth de constater que les réservoirs sont trop petits pour disputer tout un Grand Prix normalement. La FIA autorise l'équipe à réaliser les modifications nécessaires. Durant la pause estivale, Virgin Racing déménage dans sa nouvelle usine de Banbury, qui appartenait anciennement au constructeur de voitures de sport Ascari. Malgré quelques progrès en fin de saison, l'équipe doit se contenter de la douzième et dernière place du championnat du monde des constructeurs, derrière HRT sans inscrire de point.
Fin 2010, le constructeur russe Marussia Motors devient actionnaire de l'écurie à hauteur de 40 %, engagée pour 2011 sous le nom « Marussia Virgin Racing ». Timo Glock rempile et est épaulé par le jeune belge Jérôme d'Ambrosio. La MVR-02 est dévoilée le 7 février à Londres. L'ancien ingénieur de Renault, Pat Symonds devient consultant technique.
Le début de saison est décevant puisque les Virgin s'éloignent des Lotus dont elles étaient proches en 2010 et les HRT se sont rapprochées. Glock explique ces contre-performances par l'absence de passage en soufflerie. Les résultats ne s'améliorant pas, l'équipe prend la décision, en juin, de cesser sa collaboration avec Nick Wirth et Wirth Research. Seuls les éléments en cours de développement seront installés sur la MVR-02. Pat Symonds, le consultant de l'équipe, est chargé de développer la voiture de 2012. À la recherche d'une soufflerie, l'équipe signe un partenariat avec McLaren pour l'utilisation de ses infrastructures. Ces changements ne pouvant produire des effets qu'à moyen et long terme, l'équipe termine la saison en roue libre, en lutte avec les HRT, et comme en 2010, se classe douzième et dernière du championnat.

#### Manor Marussia F1 Team (2012-2015)

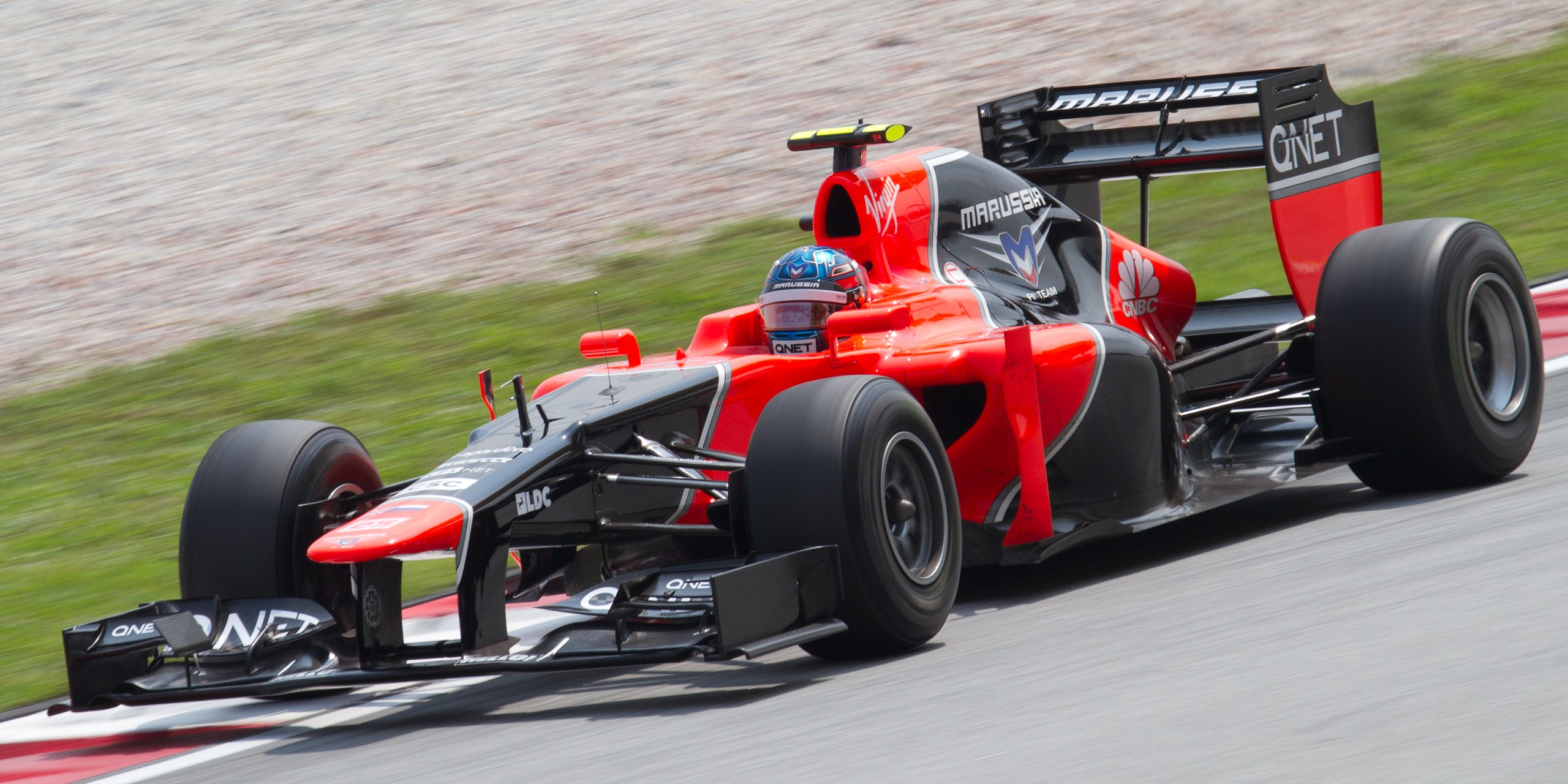
La Marussia MR01 de Charles Pic lors du Grand Prix de Malaisie 2012.

Avec l'accord des autres équipes, l'équipe est renommée Marussia F1 Team en 2012. Charles Pic remplace Jérôme d'Ambrosio aux côtés de Timo Glock. Dès le début de la saison, l'écurie montre qu'elle a progressé, Glock et Pic se classant quatorzième et quinzième du Grand Prix d'ouverture en Australie. Les deux Caterham, bien que plus rapides ayant abandonné sur raisons mécaniques, Marussia prend la dixième place du classement des constructeurs, synonyme de revenus financiers supplémentaires en fin de saison. À l'issue du Grand Prix de Monaco Caterham récupère la dixième place mais Timo Glock surprend tous les amateurs de Formule 1 en se classant douzième du Grand Prix de Singapour. Peu avant le Grand Prix du Brésil Charles Pic annonce son départ pour l'écurie rivale Caterham. Lors du chaotique Grand Prix du Brésil, Pic est dépassé en fin de course par Vitaly Petrov qui, en se classant onzième, permet à Caterham de ravir à Marussia la dixième place du classement général.

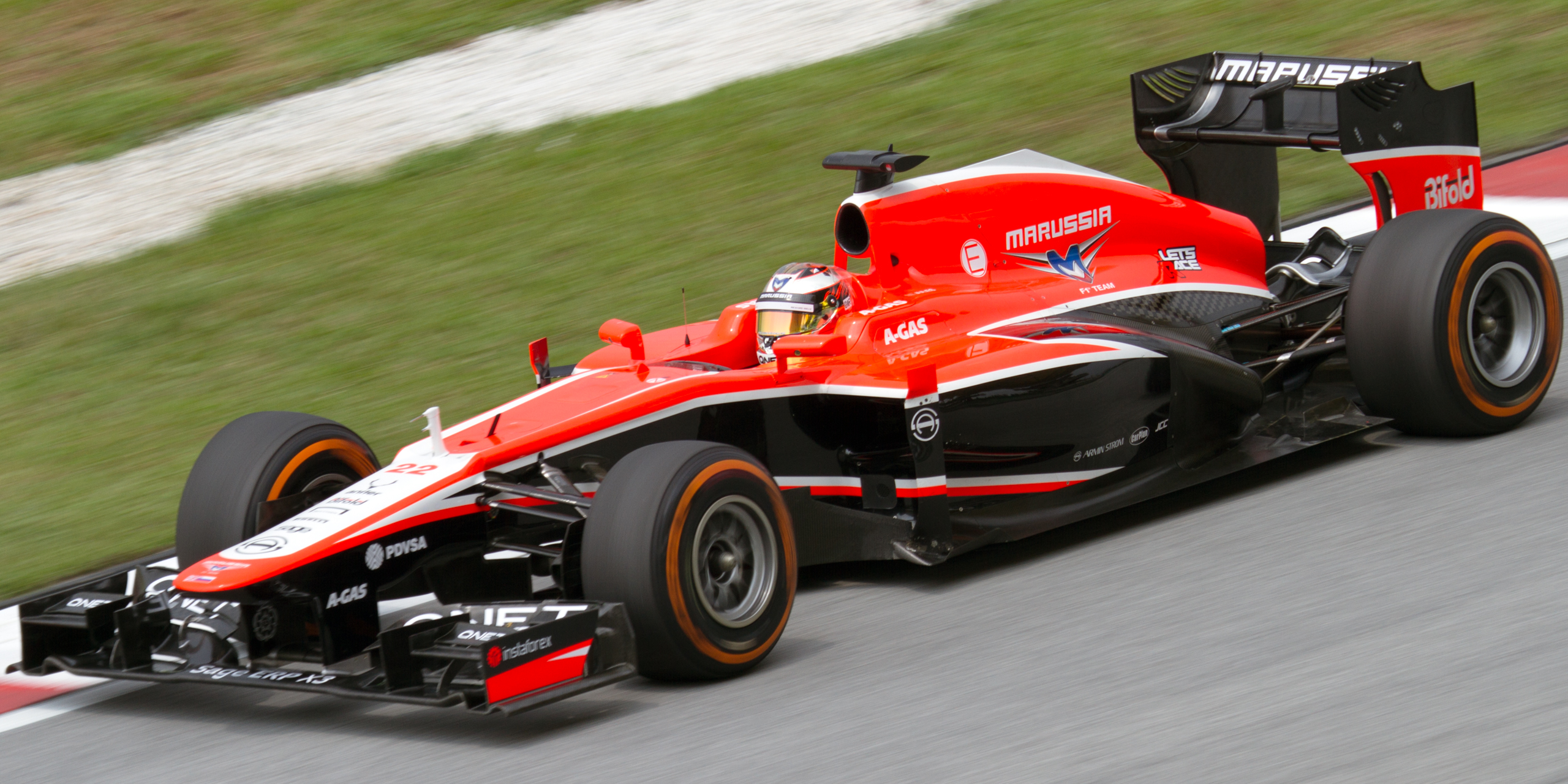
La Marussia MR02 de Jules Bianchi lors du Grand Prix de Malaisie 2013.

La préparation de la saison 2013 se fait sous le signe de difficultés financières accentuées par l'arrivée des coûteux nouveaux moteurs V6 turbo pour la saison 2014. En conséquence l'écurie recrute Max Chilton, pilote novice payant puis, en janvier 2013, se sépare de Timo Glock pour le remplacer par un autre pilote payant, Luiz Razia. Cependant, ses sponsors n'honorant pas leurs échéances de paiement, il est remplacé par Jules Bianchi à deux semaines du début de la saison. L'équipe est complétée par Rodolfo González, qui officie en tant que troisième pilote. Si les pilotes n'inscrivent aucun point de l'année, comme depuis les débuts de l'écurie en Formule 1, l'équipe franchit toutefois un premier palier : en terminant treizième en Malaisie grâce à Bianchi, Marussia termine le championnat à la dixième place devant Caterham.
En 2014, pour pallier le retrait de Cosworth, Marussia se fournit chez Ferrari ; l'accord garantit la présence de Jules Bianchi qui fait partie de la Ferrari Driver Academy. Marussia conserve son second pilote Max Chilton. En se classant neuvième du Grand Prix de Monaco malgré deux pénalités en course, Jules Bianchi inscrit ses premiers points en Formule 1, les premiers également de l'écurie. Marussia obtient son meilleur résultat en qualification lors du Grand Prix de Grande-Bretagne où les deux voitures accèdent à la deuxième phase qualificative. Bianchi se classe douzième, juste devant son coéquipier.
Le Grand Prix du Japon, disputé sous une pluie battante, est marqué par le très grave accident de Jules Bianchi, au quarante-deuxième tour. Le Français, retiré inconscient de sa voiture, est conduit en ambulance vers l'hôpital Mie de Yokkaichi avec de lourdes blessures à la tête ; il décédera finalement des suites de ses blessures le 17 juillet 2015. Au Grand Prix suivant, en Russie, Marussia F1 Team choisit de n'engager que la voiture de Max Chilton, celle de Bianchi restant dans le stand, préparée symboliquement par ses mécaniciens.
Quelques jours plus tard, comme Caterham F1 Team, l'équipe, placée en redressement judiciaire, déclare forfait pour le Grand Prix des États-Unis et le Grand Prix du Brésil. À l'occasion du Grand Prix du Brésil, les administrateurs judiciaires annoncent avoir mis l'équipe en liquidation et licencié tout le personnel. Malgré une inscription de l'équipe pour la saison 2015 et des ressources financières liées aux droits de retransmission télévisuels assurées par le fait d'avoir marqué des points en 2014, aucun repreneur n'a été trouvé. FRP Advisory, la société chargée de la liquidation déclare : « regretter profondément cette situation et que l'équipe qui avait marqué ses premiers points cette année cesse son activité et ferme maintenant ses portes. »,,,. L'écurie est liquidée et tous les actifs sont mis aux enchères à la mi-décembre.

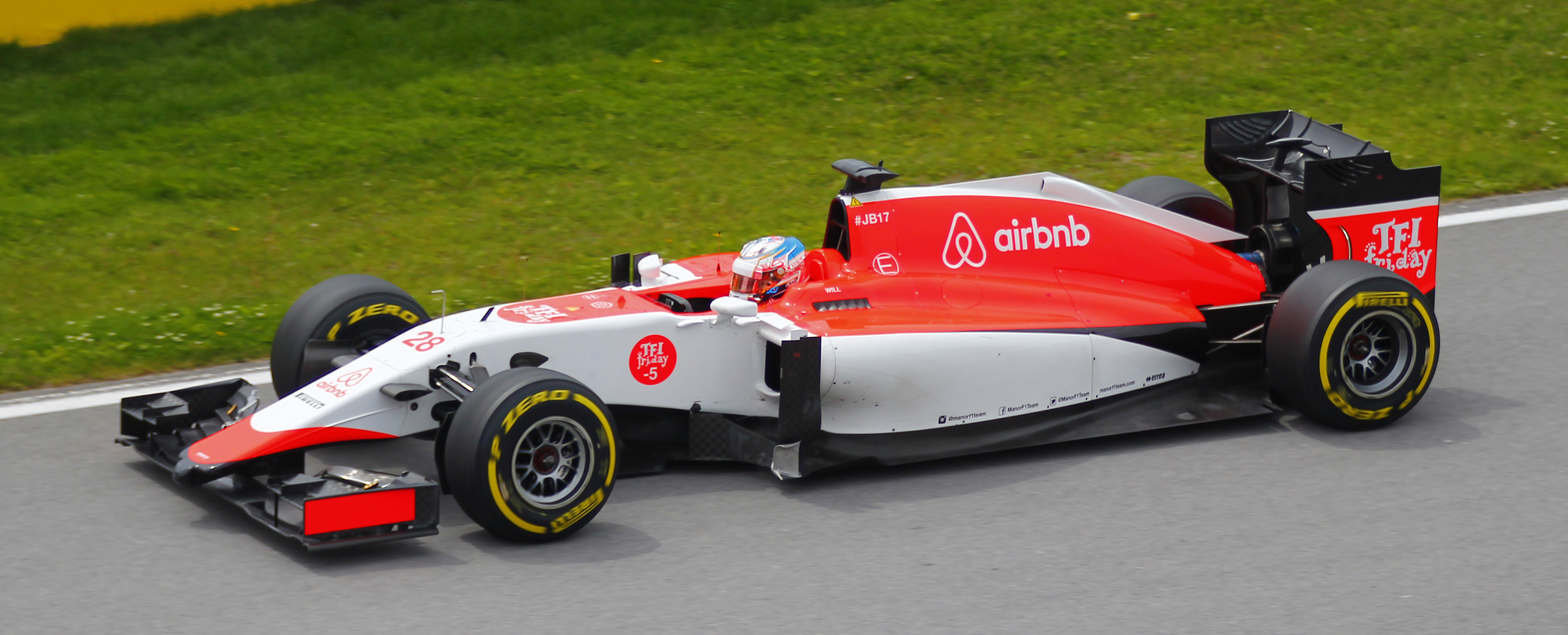
Will Stevens lors du Grand Prix du Canada, le 7 juin 2015.

En 2015, l'écurie est sauvée in extremis par l'entremise de l'homme d'affaires britannique Justin King, qui permet son rachat par l'investisseur britannique Stephen Fitzpatrick. Manor Motorsport ayant repris une partie de son capital via Fitzpatrick, l'écurie est rebaptisée Manor Marussia F1 Team. Les pilotes Roberto Merhi et Will Stevens ne participent pas au Grand Prix inaugural, à Melbourne, faute de préparation de leur monoplaces. En Malaisie, les deux voitures, non-qualifiées, sont repêchées par les commissaires de course mais seul Merhi participe à la course, qu'il termine en quinzième et dernière position, à trois tours du vainqueur. En Chine, Stevens et Merhi profitent des quelques abandons pour terminer quinzième et seizième de l'épreuve, à deux tours du vainqueur. Le pilote américain Alexander Rossi est titularisé à la place de Roberto Merhi à partir du Grand Prix de Singapour et pour quatre autres épreuves (Japon, États-Unis, Mexique et Brésil).
À la fin de la saison, en novembre 2015, John Booth et le directeur sportif Graeme Lowdon, piliers historiques de l'écurie depuis sa création, démissionnent à cause de différends avec Fitzpatrick. Fitzpatrick recrute dès lors Dave Ryan pour remplacer Lowdon et Abdulla Boulsien, le directeur général de Manor, devient Team principal par intérim.

### Écurie d'endurance (2016-2018)
En 2015, Graeme Lowdon se rend aux 24 Heures du Mans, ainsi qu'aux 6 Heures de Bahreïn. C'est dans le contexte de cette dernière qu'il quitte la structure engagée en Formule 1, laissant penser à une arrivée en endurance dans la catégorie LMP2, que plusieurs média relèvent,,.
Le 5 février 2016, l'Automobile Club de l'Ouest, organise une conférence de presse à Paris au Pavillon Gabriel. La liste des trente-deux concurrents du championnat du monde d'endurance FIA est dévoilée. Manor Endurance Racing Limited figure sur la liste des engagés avec une Oreca 05 qui sera engagée dans la catégorie LMP2. Pour le moment, seul le pilote thaïlandais Tor Graves est titularisé. Tor Graves n'est pas débutant dans le championnat mondial d'endurance puisqu'il a terminé vice-champion de la catégorie LM P2 en 2012 sur l'Oreca 03 de ADR-Delta. Il se réjouit de son retour dans l'équipe : « C’est vraiment génial d'être de retour chez Manor. J’ai de bons souvenirs de courses avec John et je suis vraiment impatient d'écrire un nouveau chapitre pour l'équipe avec le Championnat du Monde d'Endurance (WEC). Je suis très chanceux d'avoir déjà travaillé avec John et Marc avant, donc je suis déjà très à l'aise au sein de l'équipe. Les essais de présaison commencent le mois prochain, mon objectif est maintenant de continuer à me préparer, car j’ai hâte de piloter l’auto pour la toute première fois ». Il a également déjà roulé pour Manor en 1998, 1999 et 2003 lorsque l'équipe étant engagée en Formule 3 britannique,. L'écurie annonce que les deux autres pilotes de l'équipage seront dévoilés fin mars, lors du Prologue du championnat du monde d'endurance qui a lieu sur le Circuit Paul-Ricard. John Booth, le team principal de l'équipe s'exprime : « Nous sommes ravis de rejoindre le FIA WEC. C’est une série fantastique qui visite les circuits les plus emblématiques du monde entier. Le niveau de compétition y est très élevé et nous sommes impatients d’y rouler. La catégorie LM P2 est spécifiquement conçue pour les équipes privées en mettant l’accent sur la façon dont l’équipe se comporte. Je suis impatient de voir la voiture rouler. Nous avons beaucoup à faire, mais nous avons une belle équipe pour cela ». Graeme Lowdon, le directeur sportif, ajoute : « C’est vraiment bien de rouler en FIA WEC qui constitue un fantastique défi pour nous. Les essais préparatifs vont bientôt débuter et il y a beaucoup à faire, mais nous n’avons jamais eu peur du travail compliqué. Il y a un véritable buzz au sein de l’équipe actuellement. Nous avons connu un grand soutien des fans au cours des derniers mois et nous sommes très enthousiastes de les impliquer pleinement dans ce que nous faisons. Nous avons tous une grande passion pour le sport automobile et nous sommes impatients de partager cette passion ». Les dirigeants de Manor annoncent que leur engagement dans le championnat du monde d'endurance avec Tor Graves s'effectuera sur une période minimum de deux ans.

### Retour en formules de promotions (2020-)
Manor Competition effectue son retour dans les formules de promotion de monoplace, en Formula Renault Eurocup et en Euroformula Open, en coopération avec l'équipe néerlandaise MP Motorsport, et sous le badge de Fernando Alonso, FA Racing, à partir de la saison 2020.

## Résultats en compétition automobile

### Palmarès en formules de promotion
- Championnat de Grande-Bretagne de Formule Renault :
  - 1999 : Antônio Pizzonia
  - 2000 : Kimi Räikkönen
  - 2003 : Lewis Hamilton
  - 2005 : Oliver Jarvis
- Championnat de Grande-Bretagne de Formule Renault Winter Series :
  - 1999 : Kimi Räikkönen
  - 2006 : Franck Mailleux
- Championnat de Grande-Bretagne de Formule 3 :
  - 1999 : Marc Hynes
  - 2000 : Antônio Pizzonia

### Résultats en championnat du monde de Formule 1
| Saison | Écurie                 | Châssis        | Moteur                 | Pneus       | Pilotes                                                | Points inscrits | Classement |
| ------ | ---------------------- | -------------- | ---------------------- | ----------- | ------------------------------------------------------ | --------------- | ---------- |
| 2010   | Virgin Racing          | Virgin VR-01   | Cosworth CA2010 2.4 V8 | Bridgestone | 24. Timo Glock 25. Lucas di Grassi                     | 0               | 12e        |
| 2011   | Marussia Virgin Racing | Virgin MVR-02  | Cosworth CA2010 2.4 V8 | Pirelli     | 24. Timo Glock 25. Jérôme d'Ambrosio                   | 0               | 12e        |
| 2012   | Marussia F1 Team       | Marussia MR01  | Cosworth CA2012 2.4 V8 | Pirelli     | 24. Timo Glock 25. Charles Pic                         | 0               | 11e        |
| 2013   | Marussia F1 Team       | Marussia MR02  | Cosworth CA2013 2.4 V8 | Pirelli     | 22. Jules Bianchi 23. Max Chilton                      | 0               | 10e        |
| 2014   | Marussia F1 Team       | Marussia MR03  | Ferrari 059/3 1.6 V6 t | Pirelli     | 4. Max Chilton 17. Jules Bianchi                       | 2               | 9e         |
| 2015   | Manor Marussia F1 Team | Marussia MR03B | Ferrari 059/3 1.6 V6 t | Pirelli     | 28. Will Stevens 53. Alexander Rossi 98. Roberto Merhi | 0               | 10e        |

### Résultats en championnat du monde d'endurance FIA
| Saison | Écurie                         | Châssis  | Moteur                 | Pneus  | Pilotes                                                                       | Courses disputées | Podiums | Pole positions | Victoires | Points inscrits | Classement |
| ------ | ------------------------------ | -------- | ---------------------- | ------ | ----------------------------------------------------------------------------- | ----------------- | ------- | -------------- | --------- | --------------- | ---------- |
| 2016   | Manor Endurance Racing Limited | Oreca 05 | Nissan VK45DE 4.5 L V8 | Dunlop | Tor Graves Will Stevens James Jakes Matthew Rao Richard Bradley Roberto Merhi | 3                 | 0       | 0              | 0         | 8               | 9e         |